# Sōtīrīs Nikolaidīs
Sōtīrīs Nikolaidīs (in greco Σωτήρης Νικολαΐδης?; Salonicco, 25 maggio 1974) è un allenatore di pallacanestro ed ex cestista greco.

## Palmarès

### Giocatore

#### Competizioni nazionali
- Coppa di Grecia: 1

PAOK Salonicco: 1998-1999

#### Competizioni internazionali
- Coppa Saporta: 1

Maroussi: 2000-2001